# Corallina elegans
Espèce
Corallina elegans est une espèce d’algues rouges de la famille des Corallinaceae, sous-famille des Corallinoideae , tribu des Corallineae.